# Miroslav Pátek
Miroslav Pátek (22. října 1944 Třešť – 20. února 2009) byl český politik, počátkem 21. století poslanec Poslanecké sněmovny za ODS.

## Biografie
Základní a střední školu absolvoval v rodné Třešti. Vystudoval VŠCHT v Pardubicích. Roku 1966 nastoupil do chemičky v Lovosicích a pak přešel do Výzkumného ústavu anorganické chemie v Ústí nad Labem, kde působil v letech 1969–1992. Byl ženatý, měl dvě děti.
V komunálních volbách roku 1990 kandidoval do zastupitelstva Ústí nad Labem jako nezávislý za formaci Blok demokratických stran. Do zastupitelstva usedl v roce 1991. Opětovně sem byl zvolen v komunálních volbách roku 1994 a komunálních volbách roku 1998 za ODS. Neúspěšně sem kandidoval v komunálních volbách roku 2002. Profesně se uvádí k roku 1998 jako náměstek primátora, k roku 2002 coby poslanec. V komunálních volbách roku 1998 byl rovněž zvolen do zastupitelstva městské části Ústí nad Labem-město. Po čtyři roky byl zástupcem starosty tohoto městského obvodu a roku 1996 usedl na post náměstka primátora. V letech 1999–2002 byl primátorem Ústí nad Labem. V závěru svého funkčního období v čele tohoto města se musel vyrovnávat s důsledky ničivých povodní ze srpna 2002. Za jeho primátorské éry rovněž došlo k revitalizaci vrchu Větruše a k pořízení primátorské insignie. Ve volném čase se zabýval historií.
Místní historik Vladimír Kaiser ho hodnotí jako příjemného a mírného člověka. Jeho tehdejší primátorský náměstek Tomáš Jelínek oceňoval jeho způsob jednání a uvedl, že „z polititického [sic] hlediska se samozřejmě našly věci, na kterých jsme se neshodli, protože Pátek peníze spíš držel, ale myslím, že jinak u něj politické zařazení nehrálo příliš významnou roli.“
V krajských volbách roku 2000 byl zvolen do Zastupitelstva Ústeckého kraje za ODS. Ve volbách v roce 2002 byl zvolen do poslanecké sněmovny za ODS (volební obvod Ústecký kraj). Byl členem sněmovního ústavněprávního výboru. Ve sněmovně setrval do voleb v roce 2006.
Zemřel v roce 2009.